# Синтетичні мови
Синтетичні мови (грец. synthesis — поєднання) — мови, в яких граматичне значення синтезується з лексичним у межах слова (граматичне значення виражається за допомогою флексій, формотворчих афіксів, чергування звуків і суплетивізму).
Синтетичні мови вважаються архаїчнішими, ніж аналітичні. Вони мають розвинуту морфологію. Наприклад, можливості, які надає угорська мова (синтетична, давня, одна з найскладніших для вивчення європейських мов),[джерело?] дозволять будувати слова довжиною у кілька друкованих рядків, чим підручники «лякають» новачків. Звісно, навіть не кожен угорець зрозуміє це слово, одначе приклад показовий.
Якщо правильно те, що відмінки іменників та дієвідмінювання дієслів народилися з розрізнення тих відношень (або навіть зношень), у які можуть вступати слова-тіла, способів, у який вони можуть поєднуватися одне з одним, то стає зрозумілим первісне значення флексії, тобто змінюваної частини слова (латинський корінь flex-, що має значення «вигинатися», «гнутися») — вона показує, як мають «зігнутися», змінитися слова-"тіла", щоб вступити чи бути готовими вступити у ті чи інші відносини (чи зносини).
Таким чином, речення у синтетичній мові ніби будує картину цілісних тіл, що вступають у відносини і є взаємнопроникливі і взаємнопроникні; роль слова-тіла вказана у самому слові і не залежить від місця слова у реченні (можлива лише мала кількість винятків; наприклад, заперечувальна частка «не» стоїть, як правило, перед заперечуваним словом).
Аналітичні ж мови відносно бідні у плані морфології, флексій, відмінків і дієвідмінювання, але розрізнення відносин, у які можуть вступати слова-тіла, відбивається у розвиненій системі прийменників. Прийменник — це особлива частина мови; вона, як відомо, ніби нічого не називає, як іменник, прикметник та інші головні частини мови, але аналітична мова без них розсипається.
Українською можна сказати «дай мені те або те», але англійською вважається правильнішим казати «give that to me». У деяких старих підручниках з англійської чи французької можна було зустріти таблиці, що пояснюють відповідність відмінків української прийменникам англійської чи, відповідно, французької.
Багато в чому справедливо було б казати, що синтетичні мови мають на увазі відносини, у які можуть вступати слова-тіла, у той час як аналітичні мови ці відносини називають прямо (зокрема за допомогою прийменників).